# Илембе
Илембе (зулу iLembe) — район провинции Квазулу-Натал (ЮАР). Название района происходит от фразы языка зулу, посвящённой памяти вождя Чака, который похоронен в этих местах. Административный центр — Квадукуза. По данным переписи 2001 года большинство населения района говорит на языке зулу.

## Административное деление
В состав района Илембе входят четыре местных муниципалитета:
- Квадукуза (местный муниципалитет)
- Ндведве (местный муниципалитет)
- Мандени (местный муниципалитет)
- Мапхумуло (местный муниципалитет)